# خالد عزيز
خالد عزيز الذاكر (14 يوليو 1981). لاعب كرة قدم سعودي سابق، كان يُجيد اللعب في خانة الوسط المحوري، اعتزل كرة القدم عام 2012.

## مسيرته الكروية
كان أول ظهور له في موسم 2002 في نادي الهلال السعودي كظهير أيمن وبديل لأحمد الدوخي ومن ثم أصبح من القائمة الأساسية في عهد المدرب الهولندي أديموس خصوصا بعد انتقال خميس العويران إلى نادي الاتحاد. وبالرغم من الانتقادات الحادة والضغط الجماهيري عليه في أول موسمين إلا أنه استطاع أن يثبت جدارته وتألقه مع الهلال، ويحسب للأمير عبد الله بن مساعد تجديد عقده لـ5 سنوات بعد مطالبات جماهيرية بتنسيقه. وقد حقق العديد من النجاحات والألقاب مع نادي الهلال.
وقع خالد عزيز للعب بصفوف نادي الشباب بعد غيابات تدريبية كثيرة يئست إدارة نادي الهلال إدراك حلها منذ سنوات سابقة. وفي فترة الانتقالات الشتوية وقع عقدا جديدا للعب في صفوف نادي النصر وايامه في النصر يبدو أنها الأخيرة فاللاعب تغيب عن مرافقة الفريق في معسكره بإسبانيا في يوليو 2012 فلم يدخل عيادة النادي طوال أسبوعين ولم يسلم جواز سفره للإدارة لاستخراج فيزا الدخول لإسبانيا فرفض موتارنا مدرب الفريق أن يكون اللاعب ضمن لاعبي المعسكر وأيد هذا رئيس النادي الأمير فيصل بن تركي.
كان أحد أهم ركائز نادي النصر على المستطيل الأخضر. بعد حدوث عدة مشاكل إدارية في الآونة الأخيرة للاعب الذي يبدو أنه وجبة دسمة للإعلام كما أن ضعف تواجده الإعلامي جعله مستهدف من الإعلام.

## مسيرته الدولية
شارك خالد عزيز مع المنتخبات السعودية كثيراً (منتخب الأولمبي والمنتخب الأول) ومن أبرز مشاركاته هي مشاركته بفعالية في تصفيات كأس العالم 2006 وأيضاً المشاركة في نهائيات كأس العالم 2006 في ألمانيا. وحصل على جائزة أفضل لاعب في المباراة الافتتاحية للمنتخب السعودي مع المنتخب التونسي، وسجل في مشاركاته مع المنتخب السعودي هدف دولي واحد كان ضد منتخب اليونان في مباراة ودية أقيمت بملعب الملز في الرياض إستعداداً لبطولة كأس العالم 2006.
شارك مع المنتخب السعودي في بطولة كأس آسيا 2007 ووصل إلى المباراة النهائية وقد قدم مستوى كبير ومتميز في تلك البطولة.

## الإنجازات

### النادي
الهلال
- دوري المحترفين السعودي (5): 2001–02، 2004–05، 2007–08، 2009–10، 2010–11
- كأس ولي العهد السعودي (7): 2003، 2005، 2006، 2008، 2009، 2010، 2011
- كأس الاتحاد السعودي (2): 2005، 2006
- كأس الكؤوس الآسيوية (1): 2002

### دولية
السعودية
- كأس آسيا وصيف: 2007
- المشاركة في كأس العالم 2006

## روابط خارجية
- خالد عزيز على موقع الاتحاد الدولي (مؤرشف)  (الإنجليزية)
- خالد عزيز على موقع قاعدة بيانات كرة القدم.إي يو (الإنجليزية)
- خالد عزيز على موقع ناشيونال فوتبول تيمز (الإنجليزية)
- خالد عزيز على موقع Soccerway.com (الإنجليزية)
- خالد عزيز على موقع كووورة